# Yugu-eup
Yugu-eup (koreanska: 유구읍) är en köping i kommunen Gongju i provinsen Södra Chungcheong
i den centrala delen av Sydkorea, 110 km söder om huvudstaden Seoul.